# The Circle (Bon-Jovi-Album)
The Circle (englisch Der Kreis) ist das elfte Studioalbum der US-amerikanischen Rockband Bon Jovi. Es wurde in Deutschland am 30. Oktober 2009 veröffentlicht und erreichte international hohe Chartpositionen.

## Entstehung
Für das Jahr 2009 plante die Band anfangs nur die Veröffentlichung einer zweiten Kompilation, doch als die Musiker ausreichend neues Material aufgenommen hatten, wurde diese Kompilation schließlich auf 2010 verschoben, sodass mit The Circle zunächst ein komplettes Studioalbum herausgebracht wurde, bevor im darauffolgenden Jahr mit Greatest Hits eine Zusammenstellung mit bis zu vier unveröffentlichten Liedern herauskam.
Die erste Single aus dem Album war We Weren't Born to Follow und wurde am 17. August 2009 erstmals im Radio gespielt. In einem Rolling-Stone-Interview bezeichnete Richie Sambora das Album als „Rückkehr zum Rock and Roll“.
The Circle erschien separat auch in einer limitierten Deluxe Edition, die zusätzlich eine DVD mit dem Dokumentarfilm When We Were Beautiful enthält. Zudem ist es das erste Bon-Jovi-Album seit New Jersey (1988), welches ohne zusätzliche Bonustracks in ausgewählten Ländern erschien. Dies erklärte Jon Bon Jovi damit, dass nur ein, zwei fertige Lieder nicht auf The Circle erschienen seien und diese schließlich auf dem folgenden Greatest-Hits-Album Verwendung finden sollten.

## Titelliste
1. We Weren't Born to Follow (Jon Bon Jovi, Richie Sambora) – 4:03
2. When We Were Beautiful (Jon Bon Jovi, Richie Sambora, Billy Falcon) – 5:18
3. Work for the Working Man (Jon Bon Jovi, Richie Sambora, Darrell Brown) – 4:04
4. Superman Tonight (Jon Bon Jovi, Richie Sambora, Billy Falcon) – 5:12
5. Bullet (Jon Bon Jovi, Richie Sambora) – 3:50
6. Thorn in My Side (Jon Bon Jovi, Richie Sambora) – 4:05
7. Live Before You Die (Jon Bon Jovi, Richie Sambora) – 4:17
8. Brokenpromiseland (Jon Bon Jovi, Richie Sambora, John Shanks, Desmond Child) – 4:57
9. Love's the Only Rule (Jon Bon Jovi, Richie Sambora, John Shanks) – 4:38
10. Fast Cars (Jon Bon Jovi, Richie Sambora, Desmond Child) – 3:16
11. Happy Now (Jon Bon Jovi, Richie Sambora, Desmond Child) – 4:21
12. Learn to Love (Jon Bon Jovi, Richie Sambora, Desmond Child) – 4:39

### Bonustracks der Special Edition
Am 21. Mai 2010 erschien das Album in einer klanglich überarbeiteten Version, die außerdem folgende Liveaufnahmen beinhaltet, die während der The-Circle-Tour aufgenommen wurden:
1. We Weren't Born to Follow (Jon Bon Jovi, Richie Sambora) – 4:02 (Live)
2. When We Were Beautiful (Jon Bon Jovi, Richie Sambora, Billy Falcon) – 5:21 (Live)
3. Superman Tonight (Jon Bon Jovi, Richie Sambora, Billy Falcon) – 5:24 (Live)
4. Love's the Only Rule (Jon Bon Jovi, Richie Sambora, John Shanks) – 8:59 (Live)

## Rezeption

### Kritik
Das Album verkaufte sich in der ersten Woche weltweit gut und war kein kommerzieller Flop, jedoch konnte es die hohen Verkaufserwartungen nicht erfüllen. Auch die Kritiken fielen eher durchschnittlich aus. So bezeichnete Nigel Britto von der Times of India das Album als „Rückkehr zur Tradition“, die „den alten Fans gefallen wird“. Billboard.com vergab immerhin 79 von 100 Punkten für die „Rückkehr zu den Wurzeln“; Metacritic.com vergab hingegen nur 52 von 100 Punkten, basierend auf 10 Reviews. Boris Kaiser vom Magazin Rock Hard vergab lediglich sechs von zehn Punkten und äußerte: „Wären Bon Jovi Deutsche, würden sie wahrscheinlich immer mal wieder mit der SPD auf Wahlkampf-Tour gehen. The Circle stammt zwar aus 40-Zimmer-Villen, tönt aber unglaublich provinziell: Bei nahezu jedem Song denkt man an Kleinstadtfeste, Eckkneipen, Bier und Bratwurst, Hüpfburgen, verkaufsoffene Sonntage – Castrop-Rauxel statt Prenzlauer Berg. Das ist in seinem vordergründigen Uncoolsein auf den ersten Hör tatsächlich erst mal angenehm, hat bei näherer Beschäftigung aber auch eine aalglatte Onkelhaftigkeit zwischen Roland Kaiser und Pur. In Sachen Songwriting knüpft The Circle trotz der richtig Spaß machenden Born to Be My Baby-Gedächtnissingle We Weren´t Born to Follow und anders lautender Gerüchte ziemlich direkt an Have a Nice Day und Lost Highway an: Von Ausbrüchen abgesehen, ist das elfte Bon-Jovi-Album weder „richtiger“ Hardrock noch ernsthafte Springsteen-Huldigung (wie das magnum opus New Jersey), sondern nach wie vor lediglich gefällige Hintergrundbeschallung mit ein paar vereinzelten Hookline-Höhen – und somit eher Pflicht als Kür.“

### Charts und Chartplatzierungen
Album
| ChartsChartplatzierungen       | Höchstplatzierung | Wochen |
| ------------------------------ | ----------------- | ------ |
| Deutschland (GfK)              | 1 (19 Wo.)        | 19     |
| Österreich (Ö3)                | 2 (17 Wo.)        | 17     |
| Schweiz (IFPI)                 | 1 (16 Wo.)        | 16     |
| Vereinigtes Königreich (OCC)   | 2 (11 Wo.)        | 11     |
| Vereinigte Staaten (Billboard) | 1 (26 Wo.)        | 26     |

Singles

| Jahr | Titel                     | Höchstplatzierung, Gesamtwochen, AuszeichnungChartplatzierungen (Jahr, Titel, , Platzierungen, Wochen, Auszeichnungen, Anmerkungen) | Höchstplatzierung, Gesamtwochen, AuszeichnungChartplatzierungen (Jahr, Titel, , Platzierungen, Wochen, Auszeichnungen, Anmerkungen) | Höchstplatzierung, Gesamtwochen, AuszeichnungChartplatzierungen (Jahr, Titel, , Platzierungen, Wochen, Auszeichnungen, Anmerkungen) | Höchstplatzierung, Gesamtwochen, AuszeichnungChartplatzierungen (Jahr, Titel, , Platzierungen, Wochen, Auszeichnungen, Anmerkungen) | Höchstplatzierung, Gesamtwochen, AuszeichnungChartplatzierungen (Jahr, Titel, , Platzierungen, Wochen, Auszeichnungen, Anmerkungen) | Anmerkungen                           |
| Jahr | Titel                     | DE | AT | CH | UK | US | Anmerkungen                           |
| ---- | ------------------------- | --- | --- | --- | --- | --- | ------------------------------------- |
| 2009 | We Weren’t Born to Follow | DE6 (11 Wo.)DE | AT4 (18 Wo.)AT | CH14 (12 Wo.)CH | UK25 (3 Wo.)UK | US68 (4 Wo.)US | Erstveröffentlichung: 31. August 2009 |
| 2010 | Superman Tonight          | DE26 (6 Wo.)DE | AT44 (1 Wo.)AT | — | — | — | Erstveröffentlichung: 25. Januar 2010 |

### Auszeichnungen für Musikverkäufe
| Land/Region                  | Auszeichnungen für Musikverkäufe (Land/Region, Auszeichnung, Verkäufe) | Verkäufe |
| ---------------------------- | ---------------------------------------------------------------------- | -------- |
| Australien (ARIA)            | Gold                                                                   | 35.000   |
| Deutschland (BVMI)           | Gold                                                                   | 100.000  |
| Japan (RIAJ)                 | Gold                                                                   | 100.000  |
| Kanada (MC)                  | Platin                                                                 | 80.000   |
| Schweiz (IFPI)               | Gold                                                                   | 15.000   |
| Vereinigte Staaten (RIAA)    | Gold                                                                   | 500.000  |
| Vereinigtes Königreich (BPI) | Gold                                                                   | 100.000  |
| Insgesamt                    | 6× Gold · 1× Platin ·                                                  | 930.000  |

Hauptartikel: Bon Jovi/Auszeichnungen für Musikverkäufe